# Blekinge
Blekinge je švedska pokrajina u Götalandu u jugoistočnoj Švedskoj. Graniči s pokrajinama Småland na sjeveru i Skåne na zapadu, dok je na istoku i jugu okružuje Baltičko more.

## Zemljopis
Blekinge je u sastavu županije Blekinge. Pokrajina ima površinu od 2 941 km² i 150 325 stanovnika. Gustoća naseljenosti je 51,1 stanovnika po kvadratnom kilometru. Najveći grad i glavni grad pokrajine je Karlskrona, a najveće jezero je Halen na zapadu pokrajine u blizini Olofströma. Veliki dio jezera je ujedno i dio prirodnog rezervata (šv. Halens naturreservat).

## Gradovi
- Karlshamn
- Karlskrona
- Ronneby
- Sölvesborg

## Povijest
Blekinge je, zajedno s pokrajinama Skåne i Halland, bio dio Danske sve do potpisivanja mirovnog sporazuma u danskom gradu Roskilde 25. veljače 1658.

## Galerija slika
- Luka Karlshamn
- Željeznički kolodvor u Karlskroni
- Prirodni rezervat Eriksberg
- Narodna nošnja iz pokrajine Blekinge
- Brončana maska iz Blekingea
- Drvena crkva u Hjortsbergi
- Rune iz Björketorpa

## Vanjske poveznice
- Službena turistička stranica pokrajine